# Kokona Hiraki
Kokona Hiraki (Kutchan, 26 d'agost de 2008) és una patinadora japonesa. Va guanyar una medalla de plata a la modalitat de parc femení als Jocs Olímpics de Tòquio 2020, i es va convertir així en l'atleta japonesa més jove que s'ha registrat en participar en els Jocs Olímpics d'estiu.
Hiraki ha competit en esdeveniments de parc femení en diversos Campionats del Món d'Skateboarding, acabant setena el 2018 i 11a el 2019. També ha competit als X Games, guanyant la plata el 2019 a Boise, Idaho, EUA.
Va acabar primera el 2019 Vans Park Series, París. Va acabar cinquena al Dew Tour Des Moines de 2021, classificant-se per als Jocs Olímpics d'estiu de 2020.